# Lefors
Lefors é uma cidade  localizada no estado norte-americano do Texas, no Condado de Gray.

## Demografia
Segundo o censo norte-americano de 2000, a sua população era de 559 habitantes.
Em 2006, foi estimada uma população de 554, um decréscimo de 5 (-0.9%).

## Geografia
De acordo com o United States Census Bureau tem uma área de
1,0 km², dos quais 1,0 km² cobertos por terra e 0,0 km² cobertos por água. Lefors localiza-se a aproximadamente 855 m acima do nível do mar.

## Localidades na vizinhança
O diagrama seguinte representa as localidades num raio de 36 km ao redor de Lefors.